# The Shortest Straw
«The Shortest Straw» es la quinta canción de ...And Justice for All, el cuarto álbum de estudio del grupo musical estadounidense de thrash metal Metallica.

## Letra
La canción se refiere a las persecuciones de personas durante el macartismo. «La paja más corta» («The Shortest Straw») alude al juego en el que quien tiene la pajita de menor longitud, es el elegido para hacer alguna actividad para la que no hay voluntarios.

## Créditos
- James Hetfield: Voz y guitarra rítmica.
- Kirk Hammett: Guitarra líder.
- Jason Newsted: Bajo eléctrico.
- Lars Ulrich: Batería y percusión.

- Datos: Q3750502